# HURTS (ECHOESのアルバム)
『HURTS』（ハーツ）は、1988年4月21日に発売されたECHOES5枚目のアルバム。

## 概要
辻仁成は本作発売当時「今回のアルバムは男っぽいロックンロールアルバム。特にテーマは決めなかったが『HURTS』というタイトルが象徴しているように、何か心が痛いとか、心が締めつけられる、といった感じの歌が多い。この中の何曲かは『辻仁成のオールナイトニッポン』に送られてきたハガキからヒントを得て作られた歌。」と語った作品。
2000年の述懐では「この作品もある種のコンセプト・アルバムだけど、前作ほど硬質なものじゃなく、むしろその反動が出ていて、非常にポップなものになっている。あと演奏面ではビートがすごく強くなっていて、今川勉の叩き出す8ビートの凄さがね…ものすごいビート感を持ってたからね。」と語り、また「前作ほどメッセージ色はなく、どちらかといえばポップな世界に目覚め始めているというか、メロディと普遍的な歌詞というものへ意識が変化していく時期でポップなものってなんだろう？と考えることが多くなり、人の気持ちを動かすということは、ただ説得するということじゃなくてもっと柔軟な態度を持つべきだと思い始めるんです。」と語っている。
スーパーバイザーは須藤晃。
ブックレット内の「Special Thanks」に記された、辻が関わっていたラジオ2番組のリスナーの一部は公募を経てニッポン放送・ラジオハウス銀河で行われたレコーディングにて収録曲「Alone」の最後のサビ部分に参加している。
本作の先行シングルとして8センチCDシングルのみで「Foolish Game」が「Alone」との2曲入りにて2月26日に発売された。
なお、「Alone」は2000年発売の「BEST OF BEST」発売後に同作に収録されたバージョンにて同年10月29日にリカットされた。

## リリース変遷
本作は1988年の初発売以降、1998年・2000年・2007年の再発3度を経て計4回発売されているが、発売時期・録音形態によって収録曲数の増減や曲順が異なっている。詳細は後述にて記す。

## 収録曲
- 全曲 作詞・作曲：辻仁成（「Tug of Street」のみ今川勉・辻仁成）

※1988年・1998年・2000年発売CD
1. (This is) Radio“K・I・D・S”
2. Rolling Rock
3. Freedom
4. Money
5. Happy Birthday
6. Alone
5作目のシングルのC/W・11作目のシングル
7. Strange People
8. 友情
9. Foolish Game
5作目のシングル
10. Tug of Street
作詞・作曲：今川勉・辻仁成
11. Dreaming
12. Frontier
13. うちへ帰りたい

※1988年LPレコード・カセットテープ、2007年CD
1. Rolling Rock
2. Frontier
3. 友情
4. Money
5. Happy Birthday
6. Alone
7. (This is) Radio"K・I・D・S"
8. Tug of Street
9. Dreaming
10. Freedom
11. Strange People
12. うちへ帰りたい

## 参加ミュージシャン
ECHOES
- ドラムス&コーラス：今川勉[4]
- ベース&コーラス：伊黒俊彦[4]
- ギター&コーラス：伊藤浩樹[4]
- ヴォーカル&ギター：辻仁成[4]
  - キーボード：横田龍一郎×コーラス：高橋ジャッキー香代子[4]

Special Thanks
- 辻仁成のオールナイトニッポンリスナー[4]
- HITACHI FAN! FUN! TODAYリスナー[4]